# گرسان
گرسان (به ایتالیایی: Gressan) یک کومونه در ایتالیا است که در واله دائوستا واقع شده‌است.

## خصوصیات
گرسان ۲۵ کیلومترمربع مساحت و ۲٬۷۳۱ نفر جمعیت دارد و ۶۲۶ متر بالاتر از سطح دریا واقع شده‌است.